# Antonio Bódalo Santoyo
Antonio Bódalo Santoyo (Nerpio, 1940) fue alcalde de la ciudad de Murcia (Región de Murcia, España) entre 1983 y 1987. Químico, profesor universitario y miembro del PSRM-PSOE.

## Biografía
Nacido en la sierra albaceteña, concretamente en la localidad de Nerpio (en aquel momento perteneciente a la región biprovincial de Murcia), hijo de maestro, pasó su niñez en ese pueblo para estudiar posteriormente bachiller en la ciudad murciana de Caravaca de la Cruz.
Estudió química en la Universidad de Murcia siendo más tarde profesor de la misma. 
Miembro del PSRM-PSOE, en las elecciones municipales de mayo de 1983 fue cabeza de lista por dicho partido para la alcaldía de Murcia, consiguiendo la única mayoría absoluta de los socialistas en el ayuntamiento murciano, al obtener 14 concejales (con el 48,61% de los votos) frente a los 11 de AP-PDP-UL y los 2 del PCE.
Tras cuatro años en el cargo, abandonó el liderazgo de los socialistas del municipio, siendo candidato en las siguientes elecciones José Méndez Espino.
En 1991 fue nombrado Consejero de Administración Pública e Interior del Gobierno de la Región de Murcia por el presidente socialista Carlos Collado Mena (que acababa de ganar las elecciones). Con la crisis de gobierno de mayo de 1993 que supuso la dimisión de Carlos Collado, la nueva presidenta María Antonia Martínez García reformó el gobierno, del que Antonio Bódalo ya no formaría parte.
En la actualidad es profesor emérito de química de la Universidad de Murcia.